# Sahastata
Sahastata is een geslacht van spinnen uit de  familie van de Filistatidae (spleetwevers).

## Soorten
- Sahastata ashapuriae Patel, 1978
- Sahastata nigra (Simon, 1897)
- Sahastata sabaea Brignoli, 1982